# گمینا سوکولنگکی
گمینا سوکولنگکی (به لهستانی:  Gmina Sokolniki) یک گمینا در لهستان است که در شهرستان ویروشوف واقع شده‌است. گمینا سوکولنگکی ۸۰٫۰۲ کیلومتر مربع مساحت و ۴٬۸۷۵ نفر جمعیت دارد.